# Conferência de Poros
A Conferência de Poros foi uma reunião realizada em 1828 por diplomatas do Reino Unido da Grã-Bretanha e Irlanda, do Reino da França e do Império Russo para determinar as fronteiras da Grécia independente.

## Contexto
Em 1821, os gregos haviam se revoltado contra o Império Otomano. À medida que a situação dos gregos atraía muita simpatia, em 1827 as frotas britânica, francesa e russa destruíram as frotas otomana e egípcia na Batalha de Navarino. Após a batalha, a conferência de Londres de 1832, composta pelo Secretário de Relações Exteriores britânico e pelos embaixadores da França e da Rússia, reuniu-se para determinar quais seriam as fronteiras da Grécia depois que a independência em relação ao Império Otomano fosse conquistada.

## A Conferência
Incapazes de chegar a um acordo em Londres, os embaixadores britânico, francês e russo junto à Sublime Porta foram instruídos a se reunir na ilha de Poros em setembro de 1828 para resolver o problema. Havia duas opções principais:
- A Grécia abranger tudo ao sul de uma linha que vai do Golfo de Volos até Arta.
- A Grécia consistir apenas no Peloponeso, permanecendo tudo ao norte do Istmo de Corinto sob domínio otomano.

Havia também outras duas opções intermediárias entre esses dois extremos. De acordo com o memorando apresentado por Ioannis Kapodistrias, a fronteira setentrional grega deveria alcançar uma linha de Delvino até Thessaloniki ou, pelo menos, a mais meridional de Preveza até Lamia. Depois de muita discussão, os três embaixadores relataram que a Grécia deveria se estender de Arta ao Golfo de Volos, incluindo as ilhas de Eubeia e Samos, e possivelmente Creta também. O principal defensor da causa grega na conferência foi Stratford Canning. Todos os embaixadores relataram que essa era a linha mais defensável possível e que limitar o estado grego apenas ao Peloponeso faria com que centenas de milhares de gregos fugissem para o sul, sobrecarregando o estado grego, já em dificuldade financeira. A conferência também concluiu que a Grécia deveria ser uma monarquia.

## Resultado
O primeiro-ministro britânico, Duque de Wellington, que era contrário a toda a ideia de conceder independência à Grécia, rejeitou o relatório da Conferência, dizendo que seu objetivo "não era conquistar território da Porta, mas pacificar um país em estado de insurreição". Wellington declarou que queria que o estado grego consistisse apenas no Peloponeso, com o restante da Grécia permanecendo otomano. Reino Unido, França e Rússia aceitaram as recomendações da Conferência de Poros apenas como base de negociação, o que levou Canning a renunciar em protesto. A Sublime Porte ainda acreditava que a guerra poderia ser vencida e, tendo rejeitado a exigência de um armistício, também rejeitou as recomendações da conferência. No entanto, depois de ser derrotada na Guerra Russo-Turca de 1828–29, os otomanos foram finalmente forçados a aceitar a ideia da independência grega. Nos termos do Tratado de Adrianópolis, em setembro de 1829, os otomanos prometeram aceitar qualquer decisão tomada pela Conferência de Londres.
Em 3 de fevereiro de 1830, a Conferência de Londres decidiu oferecer o trono grego ao príncipe Leopoldo de Saxe-Coburgo, com uma fronteira muito aquém do que a Conferência de Poros havia decidido. Isso levou Leopoldo a recusar a oferta do trono grego em 21 de maio de 1830, declarando que só aceitaria o trono grego com as fronteiras estabelecidas na Conferência de Poros.